# Blitz Kids
Els Nens de Blitz (Blitz Kids) eren un grup de joves que freqüentaven el club nocturn Blitz setmanalment en Covent Garden, Londres durant el període 1979-80, i se'ls atribueix el sorgiment del nou moviment subcultural New Romantics. Steve Strange i Rusty Egan co-organitzaven les festes de les nits de dimarts i imposaren un estricte codi de vestimenta. Entre el nucli d'assitents era Boy George, Marilyn, Alice Temple, Perri Lister, Princess Julia, Philip Sallon i Martin Degville (més tard co-líder amb Tony James de Sigue Sigue Sputnik). La ubicació del club era crucial, car era al bell mig de dues escoles universitàries d'art (St Martin's School i Central School) i esdevingué un banc de proves per estudiants de disseny de moda que van posar Londres a la cresta de l'ona durant la dècada de 1980. Aquests van incloure Stephen Jones, Kim Bowen, Fiona Dealey, Stephen Linard, David Holah, Stevie Stewart, John Galliano, Darla Jane Gilroy i més. El Blitz va començar fer titulars a la premsa gràcies al seu gens convencional estil de roba i maquillatge per ambdós sexes, documentat per Gary Kemp en el seu llibre en primera persona de 2009 I Know This Much.
Després de compartir espai en el club Billy en Soho durant 1978, la generació post-punk es van avorrir del gènere punk totalment nihilista. Strange i Egan va introduir actuacions regulars de Roxy Music i David Bowie a les nits del Billy i, en un esforç per trobar alguna cosa nova i acolorida, els clients del club van començar a portar vestits casolans estranys i roba i maquillatge emfàtics, presentant un aspecte altament androgin. Després de tres mesos, aquest grup d'esperits germans va traslladar les trobades des del Billy, que havia obert una nit setmanal, a un altre que obria cada dimarts. Es tractava del més selectiu Blitz (era un "wine bar") situat al carrer Great Queen, i és àmpliament considerat com a bressol del moviment New Romantic. En els diaris de l'època es parlava del moviment com a "Blitz Kids" aparegut per primera vegada en el Daily Mirror el 3 de març de 1980.

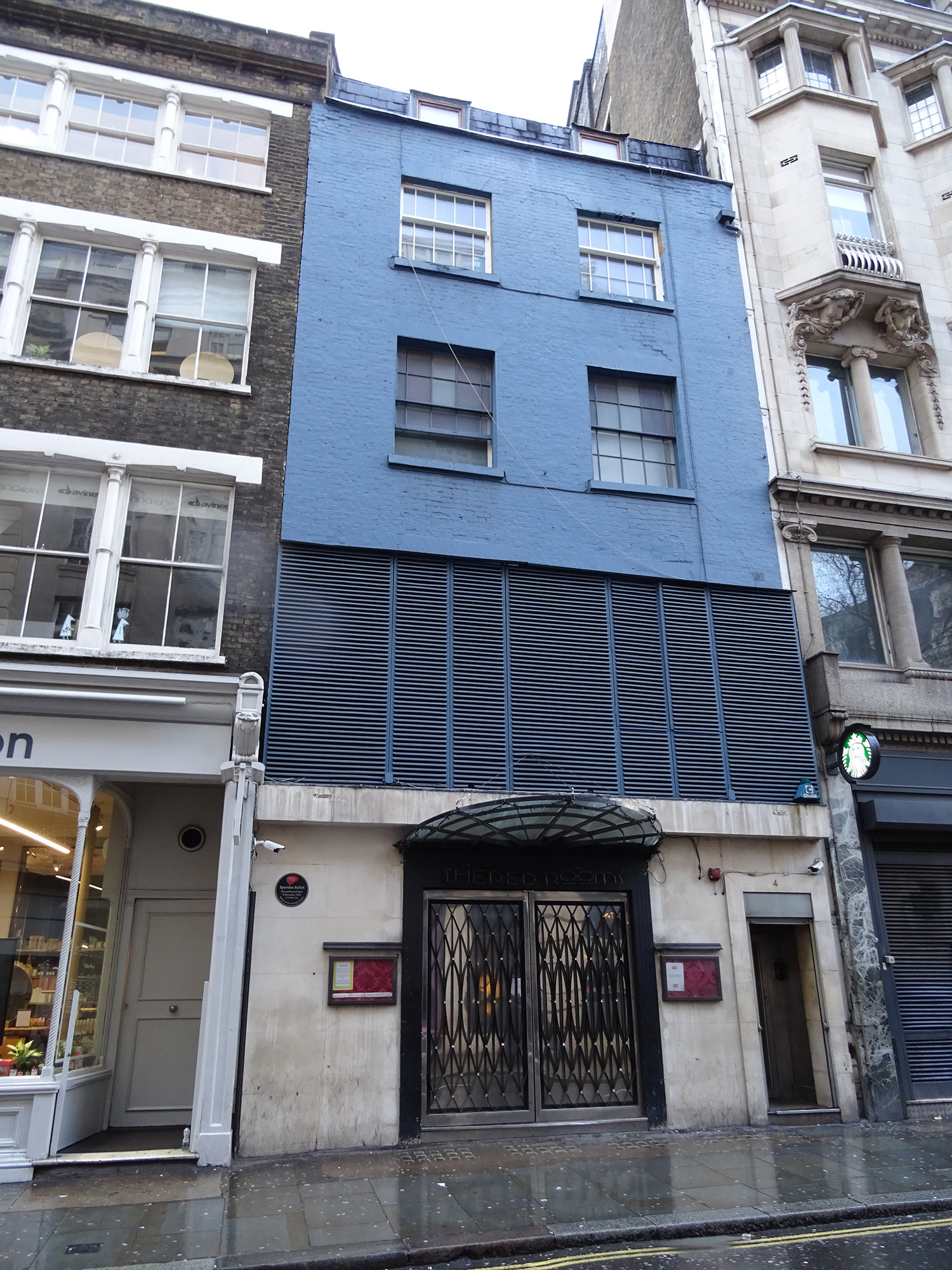
Edifici (2021) on hi hagué el Blitz Kids (1979)

## Resultats de la subcultura
El Blitz el club va proporcionar arrels per diversos grups de pop nous, notablement Visage amb Steve Strange en vocals i el DJ del Blitz Rusty Egan als tambors, així com Spandau Ballet que va tocar-hi en directe durant 1979 i 1980. Més tard, l'encarregat del guarda-roba del Blitz George O'Dowd esdevindria internacionalment famós com a líder de Culture Club (Boy George). Marilyn esdevenia un cantant, però amb èxit de vendes limitat.
Boy George va celebrar l'escena Blitz Kids en el seu musical Taboo (2002), en el qual va representar el paper de Leigh Bowery, el qual regentà el club nocturn setmanal de Londres anomenat Taboo el període 1985-87, molt de temps després que el Blitz tanqués.
En gener de 2011, Steve Strange i Rusty Egan van promocionar una festa de retrobament en el lloc de l'original Blitz Club, amb actuacions de la banda de Roman Kemp Paradise i l'artista d'electro punk Quilla Constance, més llistes de reproducció del mateix Egan fent de DJ. Egan simultàniament va penjar una pàgina web oficial del Blitz Club que incorporava una etiqueta de distribució de música, el qual va publicar tres remixos en la web durant uns anys.
El 2017 La Galeria National Portrait Gallery va adquirir retrats de membres de Blitz Kids Stephen Linard, David Holah, John Maybury i Cerith Wyn Evans presos pel fotògraf David Gwinnutt, els quals van ser mostrats en l'exposició Before We Were Men

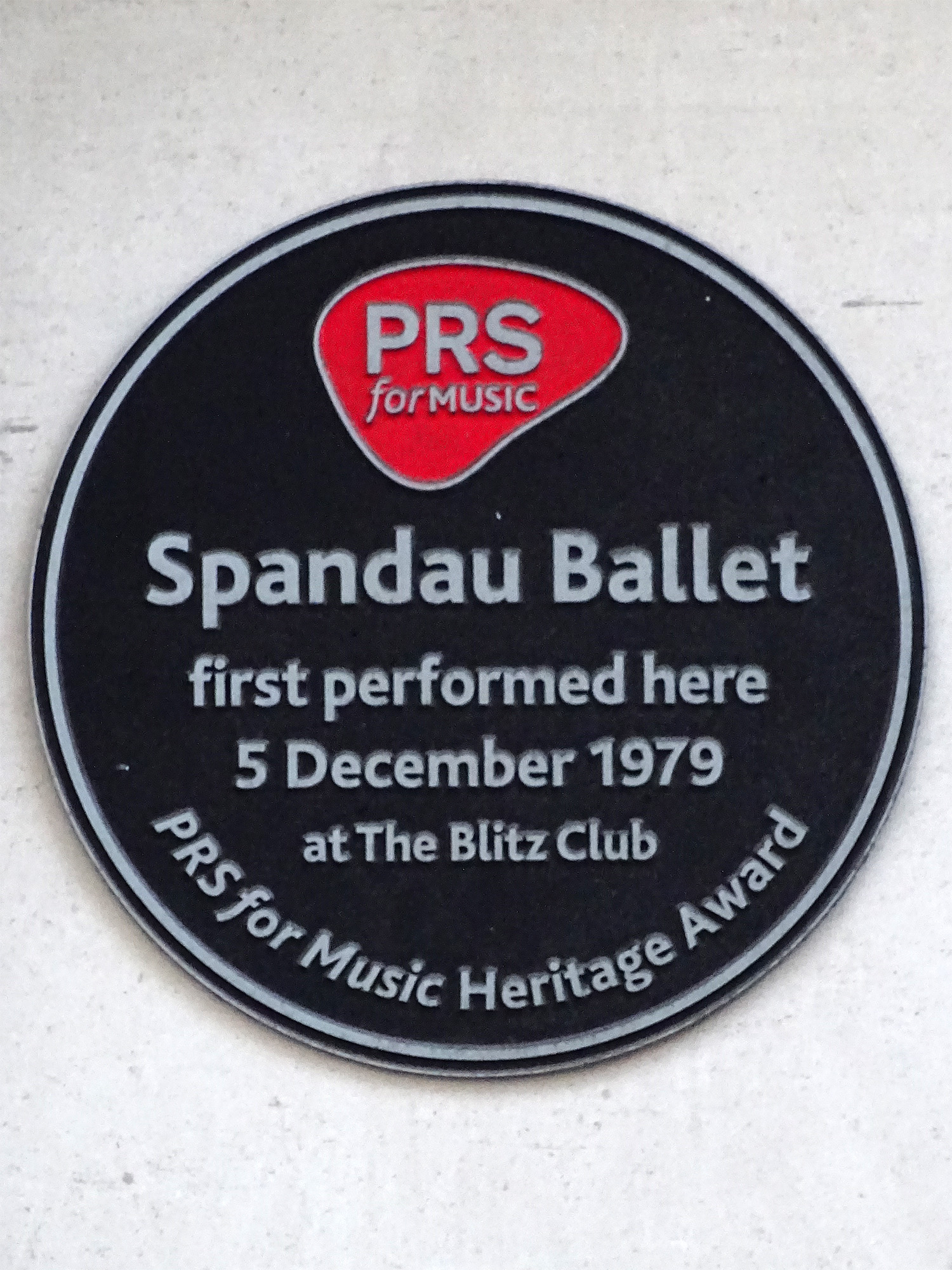
Placa commemorativa de la primera actuació d'Spandau Ballet a la façana de l'antic Blitz Kids.

## Llista de Blitz Kids prominents
- Rusty Egan (Visage) (co-Fundador del Blitz Club i el seu DJ)
- Steve Strange (Visage) (co-fundador del Blitz Club)[10][11]
- Biddie i Eve (intèrprets de cabaret al Blitz Club)[12][13]
- Michael Clark
- Andrew Czezowski i Susan Carrington (propietaris de club)[cal citació]
- Martin Degville (Sigue Sigue Sputnik)[11]
- Christine Dolan
- Peter Dolan
- Robert Elms (DJ Radiofònic)
- Boy George (Culture Club) (assistent de guarda-roba al Blitz Club)[10]
- Tony Hadley (Spandau Ballet)[14]
- Jeremy Healy (Haysi Fantayzee)[14]
- Billy Idol (cantant)
- Tony James (Sigue Sigue Sputnik)[11]
- Stephen Jones[15]
- Princess Julia[10]
- John Keeble (Spandau Ballet)[14]
- Gary Kemp (Spandau Ballet)[14]
- Martin Kemp (Spandau Ballet)[14]
- Perri Lister (Hot Gossip)
- Marilyn[10]
- Little Nell
- Steve Norman (Spandau Ballet)
- Gene October (Chelsea)
- Karen O'Connor (filla de Des O'Connor i cantant principal amb la banda You You You)[16][17]
- Martin 'Pag' Page
- Sade[14]
- Philip Sallon[18][11]
- Chris Sullivan (co-propietari de Wag club, DJ i escriptor)
- Tallulah (DJ)[19]
- Alice Temple[20]
- Mark Wardell (artista)[21]
- Yvette el Conqueror (cantant i amfitrió de club)[22]